# میرحسین یکرنگیان
میرحسین یکرنگیان (۲۴ اسفند ۱۲۸۱–۳ دی ۱۳۳۷) از افسران ارتش در دوران رضاشاه با درجهٔ سرتیپی و استاد رشتهٔ تاریخ و جغرافیای دانشکدهٔ افسری بود.
از آثار او می‌توان به تاریخ تهران، گلگون‌کفنان، و سیری در تاریخ ارتش ایران اشاره کرد.
او در سال ۱۳۰۸ برای مقابله با شورشیان بختیاری (از جمله محمد رضا خان سردار فاتح) به چغاخور فرستاده شد.

## آثار
- جغرافیای تاریخی ری–تهران (۱۳۳۲)
- انشاء و نگارش‌های نظامی (۱۳۳۲)
- گلگون‌کفنان، گوشه‌ای از تاریخ نظامی معاصر (۱۳۳۶)
- جغرافیای نظامی کشورهای همجوار
- جغرافیای نظامی پاکستان
- جغرافیای نظامی ترکستان
- جغرافیای نظامی عراق
- نقشه‌برداری
- تاجداران تیره‌بخت
- زندگی سیاسی و ادبی قائم‌مقام فراهانی (۱۳۳۴)
- ترورهای سیاسی
- تاریخ نظامی معاصر
- سیری در تاریخ ارتش ایران، از آغاز تا شهریور ۲۰ (۱۳۳۶)
- خوارزم سرخ (جنید خان بلشویک‌ها و سقوط خانات خیوه ۱۹۲۴–۱۹۱۰)